# Robert Starer
Robert Starer   (Viena, 8 de gener de 1924 - Kingston, 22 d'abril de 2001) va ser un compositor, pianista i educador americà d'origen austríac.
Robert Starer va començar a estudiar el piano als 4 anys i va continuar els seus estudis a l'Acadèmia Estatal de Viena. Després del plebiscit de 1938 en què Àustria va votar l'annexió per part de l'Alemanya nazi, Starer va marxar a Palestina i va estudiar al Conservatori de Jerusalem amb Josef Tal. A la Segona Guerra Mundial va militar a la Royal Air Force britànica i el 1947 es va establir als Estats Units. Va estudiar composició a la Juilliard School de Nova York amb Frederick Jacobi, després amb Aaron Copland el 1948 i va rebre un postgrau de Juilliard el 1949. Starer es va convertir en ciutadà nord-americà el 1957.
Robert Starer va fer classes a la Juilliard School, al Brooklyn College i al Graduate Center de la City University de Nova York, on es va convertir en professor distingit el 1986. Va estar casat, va tenir un fill, Daniel i va residir a Woodstock, Nova York, fins a la seva mort. Va viure amb l'escriptora Gail Godwin uns trenta anys; els dos van col·laborar en diversos llibrets.
Starer va ser prolífic i va compondre en molts gèneres. La seva música es caracteritzava per cromatisme i ritmes de conducció. Les seves obres vocals, ja siguin textos en anglès o hebreus, van ser especialment elogiades. Va compondre la partitura per al ballet Phaedra de 1962 de Martha Graham. També va escriure quatre òperes, The Intruder (1956), Pantagleize (1967), The Last Lover (1975) i Apollonia (1979). Entre els concerts destacats s'inclouen el concert per a violí que va ser escrit per a Itzhak Perlman i enregistrat per l'Orquestra Simfònica de Boston, Seiji Ozawa, director i el seu concert per a violoncel, encarregat per János Starker i enregistrat per l'orquestra de cambra Pro Arte, Leon Botstein, en fou director.
Una de les peces més conegudes de Starer és "Even and Odds" per a joves pianistes. També és conegut per les seves peces titulades "Sketches in Color", així com pel seu manual d'entrenament sobre lectura a la vista, "Rhythmic Training".
Era cosí del crític, compositor i periodista, Jimmy Berg. Va morir el 22 d'abril del 2001 a Kingston, Nova York. Està enterrat al Cementiri d'Artistes, a Woodstock, al comtat d'Ulster, Nova York.

## Altres fonts
- Jaques Cattell Press (Ed.): Who's who in American Music. Classical. First edition. R. R. Bowker, New York 1983.
- Darryl Lyman: Great Jews in Music. J. D. Publishers, Middle Village, N.Y, 1986.
- Stanley Sadie, H. Wiley Hitchcock (Ed.): The New Grove Dictionary of American Music. Grove's Dictionaries of Music, New York, N.Y. 1986.